# À la petite semaine
À la petite semaine je francouzský hraný film z roku 2003, který režíroval Sam Karmann podle vlastního scénáře. Snímek měl světovou premiéru na filmovém festivalu dne 25. června 2003.

## Děj
Jacques právě strávil pět let ve vězení. Venku potkává Francise, Didiera a Camille v Saint-Ouen-sur-Seine. Jacques přemýšlí, jak začít nový život.

## Obsazení
| Gérard Lanvin         | Jacques                 |
| Jacques Gamblin       | Francis                 |
| Clovis Cornillac      | Didier                  |
| Jean-Pierre Lazzerini | Moqueur                 |
| Désir Carré           | Trompette               |
| Jean-Paul Bonnaire    | Enclume                 |
| Julie Durand          | Camille                 |
| Philippe Nahon        | Roger                   |
| Josiane Stoléru       | Denise                  |
| Jean-Claude Lecas     | Fouine                  |
| Étienne Chicot        | Marcel                  |
| Florence Pernel       | Laurence                |
| André Thorent         | Lucien, Jacquesův strýc |
| Vincent Moscato       | policista               |
| Liliane Rovère        | Colette                 |
| Sarah Haxaire         | Josiane                 |
| Marie-Armelle Deguy   | Jacqueline              |
| Raphaël Personnaz     | Jean-Hugues / Tony      |
| Alexandre Thibault    | režisér                 |
| Marc Andreoni         | hlavní inspektor        |
| Laurence Colussi      | zákaznice u kosmetičky  |
| Sam Karmann           | zaměstnanec úřadu práce |